# Liste der Baudenkmale in Sande (Friesland)
In der Liste der Baudenkmale in Sande (Friesland) sind alle Baudenkmale der niedersächsischen Gemeinde Sande (Friesland) aufgelistet. Die Quelle der Baudenkmale ist der Denkmalatlas Niedersachsen. Der Stand der Liste ist der 2. September 2022.

## Allgemein
In den Spalten befinden sich folgende Informationen:
- Lage: die Adresse des Baudenkmales und die geographischen Koordinaten. Kartenansicht, um Koordinaten zu setzen. In der Kartenansicht sind Baudenkmale ohne Koordinaten mit einem roten Marker dargestellt und können in der Karte gesetzt werden. Baudenkmale ohne Bild sind mit einem blauen Marker gekennzeichnet, Baudenkmale mit Bild mit einem grünen Marker.
- Bezeichnung: Bezeichnung des Baudenkmales
- Beschreibung: die Beschreibung des Baudenkmales. Unter § 3 Abs. 2 NDSchG werden Einzeldenkmale und unter § 3 Abs. 3 NDSchG Gruppen baulicher Anlagen und deren Bestandteile ausgewiesen.
- ID: die Objekt-ID des Baudenkmales
- Bild: ein Bild des Baudenkmales, ggf. zusätzlich mit einem Link zu weiteren Fotos des Baudenkmals im Medienarchiv Wikimedia Commons. Wenn man auf das Kamerasymbol klickt, können Fotos zu Baudenkmalen aus dieser Liste hochgeladen werden:

## Dykhausen
| Lage                                           | Bezeichnung                    | Beschreibung | ID       | Bild           |
| ---------------------------------------------- | ------------------------------ | --- | -------- | -------------- |
| Altgödens 5 53° 28′ 36″ N, 7° 57′ 59″ O        | Wohn-/ Wirtschaftsgebäude      | Eingeschossiges Wohn-/Wirtschaftsgebäude mit eingezogenem Wohnteil. Ziegelbau unter Krüppelwalmdach. Das ehemalige Landarbeiterhaus ist nach dem Vorbild der Gulfhäuser im 19. Jh. errichtet worden. | 35683262 | BW             |
| Gödens 53° 29′ 32″ N, 7° 57′ 45″ O             | Gräfl. Wasserschöpfmühle       | | 35683283 | BW             |
| Gödens 14 53° 29′ 36″ N, 7° 57′ 49″ O          | Gulfhaus                       | Gulfhaus mit eingerücktem gleichhohem Wohnteil, erbaut um 1800. Wohnteil konstruktiv vom Wirtschaftsteil getrennt. | 35683214 | BW             |
| Gödenser Straße 53° 29′ 20″ N, 7° 58′ 7″ O     | Kriegerdenkmal I               | Denkmal für die Gefallenen der Kriege 1866 und 1870/71 in Form einer gotischen Fiale auf einem Stufenpodest umgeben von kleinen Pfeilern zwischen die eine Kette gespannt war. | 35683396 | BW             |
| Gödenser Straße 53° 29′ 20″ N, 7° 58′ 8″ O     | Kriegerdenkmal II              | Kriegerdenkmal 1914–18 in Form eines gedrungenen Obelisks auf aufgetreppten Sockel; unter der Inschrift „VERGISS MEIN VOLK DIE TEUREN TOTEN NICHT“ Relief mit Stahlhelm und Eisernen Kreuzen. | 35683420 | BW             |
| Gödenser Straße 53° 29′ 19″ N, 7° 58′ 6″ O     | Kriegerdenkmal III             | Kriegerdenkmal 1939–45. Gemauerte hohe Ziegelstele auf Treppenpodest mit einer niedrigen Mauer, 1959 errichtet. Die Namen der gefallenen Soldaten stehen auf 6 Gedenksteinen, die sich an einem Weg aufreihen. | 35683444 | BW             |
| Gödenser Straße 30 53° 29′ 56″ N, 7° 57′ 52″ O | St.-Jakobus-Kirche             | Die rechteckige spätromanische Kirche, Backstein auf Granitquadersockel, in Dykhausen wurde im 13. Jh. als Saalkirche errichtet, sie steht weithin sichtbar auf einer Wurt. Die bis dahin turmlose Kirche erhielt 1911 eine neue Westfassade mit eingebautem Turm nach den Entwürfen von Theodor Eilers. Nach Kriegszerstörungen wurde die Kirche 1950 wiederaufgebaut und bekam eine neue Ausstattung. | 35683314 | Weitere Bilder |
| Gödenser Straße 30 53° 29′ 57″ N, 7° 57′ 50″ O | St.-Jakobus-Kirche (Friedhof)  | Auf hoher Kirchwurt gelegene Anlage. Historische Grabmäler (u. a. Grabstelen und -keller) aus dem 18. und 19. Jh. | 35683345 | BW             |
| Gödenser Straße 40 53° 30′ 1″ N, 7° 57′ 54″ O  | Schule                         | Eingeschossiger Ziegelbau mit Drempel unter Satteldach, zweigeschossiger Mittelrisalit an der Ostseite; Gebäude durch Ecklisenen und Gesimse gegliedert, segmentbogige Stürze unter leichten Verdachungen. Ende des 19. Jh. errichtet. | 35683604 | BW             |
| Mühlenweg 4 53° 30′ 8″ N, 7° 59′ 7″ O          | Gulfhaus                       | Gulfhaus mit eingerücktem gleichhohem Wohnteil; Wohnteil als Klinkerbau mit Drempelgeschoss unter Satteldach. Baujahr: 1910. | 35683604 | BW             |
| Mühlenweg 4 53° 30′ 9″ N, 7° 59′ 7″ O          | Backhaus                       | Nördlich des Gulfhauses stehendes Backhaus mit Kälberstall: Eingeschossiger Ziegelbau unter Satteldach. | 35683629 | BW             |
| Schloß Gödens 1 53° 29′ 7″ N, 7° 57′ 53″ O     | Schloss Gödens (Wasserschloss) | Zweiflügeliger, zweigeschossiger Backsteinbau unter Walmdächern, an der Hofseite polygonaler Treppenturm mit Haube. An der nordöstlichen Hofseite, flacher Risalit aus Sandstein mit Dreiecksgiebel, reicher Baudekor u. a. in Form von Statuen, Säulen, Pilastern. Im Inneren bauzeitliche Ausstattung wie bemalte Wandbespannungen und Ledertapeten. Erbaut: 1669–71.                                 | 35683468 | Weitere Bilder |
| Schloß Gödens 2–4 53° 29′ 9″ N, 7° 57′ 58″ O   | Schloss Gödens (Vorburg)       | Wohn- und Betriebsgebäude auf der ehem. Vorburg innerhalb des Gräftenvierecks, Zufahrt über Brücke, weitere Brücke führt von der Vorburg zur eigentlichen Schlossinsel. L-förmige angeordnete eingeschossige Gebäudetrakte in Ziegelbauweise unter Satteldächern. | 35683500 |                |
| Schloß Gödens 53° 29′ 9″ N, 7° 57′ 53″ O       | Schloss Gödens (Park)          | Weitverzweigtes Graftsystem mit äußerem und innerem Schlossgraben, so dass u. a. Schloss, Vorburg und Mausoleum auf Inseln stehen. Verbindung durch verschiedene Brücken (insgesamt 8). Uferbereiche teilweise mit Ziegelmauern. | 35682875 |                |
| Schloß Gödens 53° 29′ 15″ N, 7° 57′ 50″ O      | Schloss Gödens (Mausoleum)     | Klassizistischer Backsteinbau auf rechteckigem Grundriss mit flachem Satteldach. Östliche Giebelseite verputzt mit Pilastergliederung, Giebeldreieck mit Inschriftentafel. Das Gebäude wurde 1854 (i) verlängert. | 35684916 | BW             |
| Schloß Gödens 53° 29′ 23″ N, 7° 57′ 4″ O       | Schloss Gödens (Fasanerie)     | Fasanerie, die außerhalb des eigentlichen Schloßparkes liegt, jedoch durch eine Allee an diesen gestalterisch gebunden | 35684886 | BW             |
| Sillandweg 17a 53° 30′ 34″ N, 7° 57′ 57″ O     | Landarbeiterhaus               | Eingeschossiges Wohn-/Wirtschaftsgebäude mit eingezogenem Wohnteil. Ziegelbau unter Krüppelwalmdach. Das ehemalige Landarbeiterhaus ist nach dem Vorbild der Gulfhäuser im 19. Jh. errichtet worden. | 35684756 | BW             |

## Neustadtgödens
| Lage                                              | Bezeichnung                       | Beschreibung | ID       | Bild           |
| ------------------------------------------------- | --------------------------------- | --- | -------- | -------------- |
| Am Deich 53° 28′ 35″ N, 7° 59′ 18″ O              | Deich                             | Deichlinie im Verlauf der Straße „Am Deich“ von „Brückstraße“ bis Einmündung „Pörtnersweg“, Deichabschnitt 1544 als Verlängerung eines schon 1525 angelegten Deiches nach Westen und Süden. | 35683729 | BW             |
| Am Deich 28 53° 28′ 34″ N, 7° 59′ 25″ O           | Nebengebäude                      | Giebelständiger Putzbau unter Satteldach. Das Gebäude steht parallel zum Gebäude Kirchstraße 59. | 45098514 | BW             |
| Brückstraße 19 53° 28′ 49″ N, 7° 59′ 13″ O        | ehem. Landrichterhaus             | Eingeschossiger Ziegelbau unter Walmdach. Straßenseitig ein Zwerchhaus, Eingang an der Nordostseite in einem zweigeschossigen Mittelrisalit. Deckenmalerei erhalten. Erbaut 1. Hälfte des 18. Jh. Das Gebäude wurde als Gerichtsgebäude gebaut und bis 1743 als solches genutzt. Es war gleichzeitig das Wohnhaus des Landrichters, der im Namen der Grafen von Gödens die niedere Gerichtsbarkeit ausübte bis Ostfriesland preußische Provinz und die Verwaltung neugeregelt wurde. | 35683753 |                |
| Brückstraße 21 53° 28′ 48″ N, 7° 59′ 12″ O        | Wohnhaus                          | Eingeschossiger, verputzter Massivbau unter giebelständigem Krüppelwalmdach. | 35686079 | BW             |
| Brückstraße 23 53° 28′ 47″ N, 7° 59′ 11″ O        | Wohnhaus                          | Eingeschossiger Putzbau unter giebelständigem Satteldach | 35686102 | BW             |
| Brückstraße 25 53° 28′ 47″ N, 7° 59′ 11″ O        | Wohnhaus                          | Eingeschossiger Ziegelbau unter giebelständigem Satteldach. Verputzte Fassade mit vier Achsen, doppelflügelige Eingangstür mit Oberlicht in der dritten Achse. | 35685345 | BW             |
| Brückstraße 29 53° 28′ 46″ N, 7° 59′ 10″ O        | Bäckerei                          | Im Kern wohl freistehendes Wohn-/Wirtschaftsgebäude aus der 2. Hälfte des 18. Jh., seit Durchbruch der Straße „An der Waage“ in Ecklage. Um 1925 aufgestockt unter Walmdach. Ehem. Stallungen zu Wohnraum, Diele zu Garage umgebaut. | 41785205 | BW             |
| Brückstraße 33 53° 28′ 45″ N, 7° 59′ 9″ O         | Mennoniten Kirche                 | Schlichter Ziegelbau unter hohem Walmdach. Fassade mit Pilastergliederung, fünfachsig mit mittigem Eingang. Rundbogenfenster. 1741 als Mennoniten Kirche errichtet, Kirchennutzung bis 1865. | 35683780 | Weitere Bilder |
| Brückstraße 32 53° 28′ 46″ N, 7° 59′ 11″ O        | Wohn-/ Wirtschaftsgebäude         | Eingeschossiger, verputzter Massivbau unter giebelständigem Satteldach. Über die linke Traufseite mit Kirchstraße 1 verbunden (dort Eingangstür). In der Ersten Hälfte des 19. Jh. errichtet, Fassade von 1925, 1932 Rückgiebel erneuert. | 41785447 | BW             |
| Brückstraße 34 53° 28′ 45″ N, 7° 59′ 11″ O        | Wohnhaus                          | Giebelständiger Backsteinbau unter Satteldach. Schmale Traufgasse zu Brückstraße 32. Rechts Zufahrt mit Gartengrundstück. Erbaut um 1900, nach Brand teilweise neuerrichtet. | 41795735 | BW             |
| Brückstraße 46 53° 28′ 43″ N, 7° 59′ 8″ O         | Wohnhaus                          | Eingeschossiger traufständiger Putzbau unter Krüppelwalmdach mit mittigem Zwerchhaus. | 35685589 | BW             |
| Brückstraße 48 53° 28′ 43″ N, 7° 59′ 8″ O         | Wohnhaus                          | Eingeschossiger Ziegelbau unter giebelständigem Satteldach, im Kern aus dem 18. Jh. Unterschiedliche Höhen der Seitenwände bedingen die Asymmetrie der späteren Fassade. | 35683807 | BW             |
| Brückstraße 52 53° 28′ 42″ N, 7° 59′ 7″ O         | Wohnhaus                          | Eingeschossiger, verputzter Massivbau unter traufständigem Krüppelwalmdach. | 35685634 | BW             |
| Brückstraße 54 53° 28′ 42″ N, 7° 59′ 7″ O         | Wohn-/ Wirtschaftsgebäude         | Eingeschossiger Ziegelbau unter hohem Satteldach. Wohngiebel mit mittigem Eingang, an der südwestlichen Traufseite Einfahrtstor. | 35685658 | BW             |
| Kirchstraße 1 53° 28′ 46″ N, 7° 59′ 12″ O         | Wohn-/ Wirtschaftsgebäude         | Giebelständig zur Brückstraße orientierter eingeschossiger, verputzter Massivbau unter ausgebautem Satteldach. Wohnteil um 1860, ehem. Stallteil (wohl 18. Jh.) zu Wohnzwecken umgebaut. | 44053193 | BW             |
| Kirchstraße 2 53° 28′ 46″ N, 7° 59′ 12″ O         | Wohnhaus                          | Eingeschossiger Putzbau unter Satteldach. Giebelseite mit aufgeputztem Dekor wie Putzfugen, Fensterrahmungen und stilisierter Klötzchenfries. | 41785340 | BW             |
| Kirchstraße 23 53° 28′ 42″ N, 7° 59′ 21″ O        | Wohnhaus                          | Eingeschossiger Putzbau unter giebelständigem Satteldach. | 44053320 | BW             |
| Kirchstraße 25 53° 28′ 41″ N, 7° 59′ 21″ O        | Wohnhaus                          | Eingeschossiger, verputzter Backsteinbau unter giebelständigem Satteldach. Längerschließung, im Inneren Upkammer. 1718 wohl als Leinenweberhaus errichtet, um 1900 umgebaut. | 41570794 | BW             |
| Kirchstraße 25 53° 28′ 41″ N, 7° 59′ 20″ O        | Garten                            | | 41570942 | BW             |
| Kirchstraße 27 53° 28′ 41″ N, 7° 59′ 22″ O        | Wohnhaus                          | Eingeschossiges Giebelhaus unter Satteldach. Zweiständer-Ankerbalken-Innengerüst in Hochrähmgefüge mit abgehängten Zwischenbalken. 1664 (d), Aufhüftung links und rückwärtig angebautes Wirtschaftsgebäude 1959. | 45097598 | BW             |
| Kirchstraße 30 53° 28′ 42″ N, 7° 59′ 21″ O        | Wohnhaus                          | Eingeschossiger Putzbau unter giebelständigem Satteldach. | 35685936 | BW             |
| Kirchstraße 31 53° 28′ 40″ N, 7° 59′ 23″ O        | Wohnhaus                          | Eingeschossiger Putzbau unter giebelständigem Satteldach. Vierachsiger Giebel mit Kugelbekrönung, Eingang in der dritten Achse. | 35683864 | BW             |
| Kirchstraße 32 53° 28′ 42″ N, 7° 59′ 23″ O        | Kirche                            | Die 1695 erbaute Lutherische Kirche Neustadtgödens ist eine Saalkirche in Rohziegelbauweise mit halbrunder Ostapsis; hohe Spitzbogenfenster, teilweise zugesetzt. Turm von 1714 auf quadratischem Grundriss mit offener Laterne. Sandsteinportal mit Pilasterrahmung und Wappenbekrönung. Im Inneren Ausstattung aus der Zeit um 1700 (Altar, Taufe, Kanzel). Orgelprospekt aus dem späten 18. Jh. | 35683888 | Weitere Bilder |
| Kirchstraße 34 53° 28′ 41″ N, 7° 59′ 23″ O        | Wohnhaus                          | Eingeschossiges Backsteingebäude unter giebelständigem Satteldach. Im Kern 1714; in den 1950er Jahren umgebaut. | 35685780 | BW             |
| Kirchstraße 35 53° 28′ 39″ N, 7° 59′ 23″ O        | Wohn-/ Geschäftshaus              | Zweigeschossiger Ziegelbau, teils verputzt, teils geschlämmt, unter Walmdach. Gliederung durch Gurtgesims, an der linken Seite schwach vortretender dreigeschossiger Mittelrisalit. 1841 errichtet. | 35683918 | BW             |
| Kirchstraße 35 53° 28′ 39″ N, 7° 59′ 22″ O        | Remise                            | Eingeschossiger Ziegelbau unter Walmdach. | 35682970 | BW             |
| Kirchstraße 38 53° 28′ 41″ N, 7° 59′ 23″ O        | Wohnhaus                          | Zweigeschossiger Ziegelbau unter Walmdach mit einer fünfachsigen Fassade. | 35685958 | BW             |
| Kirchstraße 40 53° 28′ 41″ N, 7° 59′ 23″ O        | Wohnhaus                          | Eingeschossiger Putzbau unter giebelständigem Satteldach. | 35685981 | BW             |
| Kirchstraße 44 53° 28′ 40″ N, 7° 59′ 24″ O        | Wohnhaus                          | Eingeschossiger Putzbau unter giebelständigem Satteldach. Nachträglich Ladeneinbau. | 35686030 | BW             |
| Kirchstraße 47 53° 28′ 36″ N, 7° 59′ 24″ O        | Synagoge                          | Synagoge Neustadtgödens | 35683969 | Weitere Bilder |
| Kirchstraße 59 53° 28′ 34″ N, 7° 59′ 25″ O        | Wohnhaus                          | Eingeschossiger Massivbau unter Satteldach mit verputzter Straßenfassade. Innengerüst mit acht Gebinden und Krummstrebenstuhl in Eiche und Kiefer von 1585/89 (d). | 35685877 | BW             |
| Maanland 53° 28′ 49″ N, 7° 58′ 25″ O              | Jüdischer Friedhof Neustadtgödens | Der Jüdischer Friedhof Neustadtgödens liegt nördlich der B 436, östlich der Zufahrtsstraße zum Schloss Gödens. Das unregelmäßige, 2918 m² große Grundstück ist von einem Graben umgeben und wird von Bäumen und einem Holzzaun eingefasst. Auf dem Gelände selbst stehen einzelne Birken. Die Mehrzahl der 84 Grabsteine stammt aus der zweiten Hälfte des 19. Jh. und aus dem 20. Jh. und ist im nördlichen Friedhofsbereich auf einer kleinen Erhebung in Reihen angeordnet. Von den Grabsteinen aus dem 18. Jh. haben sich nur drei erhalten. Sie stehen auf dem südlichen Friedhofsteil. | 35683575 | Weitere Bilder |
| Paterei 4 53° 28′ 50″ N, 7° 59′ 8″ O              | St. Joseph                        | Eingeschossiger Saalbau in Ziegelbauweise mit Balkendecke, Satteldach am Wohnteil abgewalmt, 1714 errichtet. Die 1715 geweihte Kirche war der erste katholische Kirchenneubau der Region nach der Reformation. Gestiftet wurde der Bau, indem es auch einen Wohnteil für den Priester gibt, von der Familie Brenneysen. | 35684016 | Weitere Bilder |
| Paterei 4 53° 28′ 49″ N, 7° 59′ 8″ O              | St. Joseph (Glockenturm)          | Freistehender Glockenturm des geschlossenen Typs: Ziegelbau unter Satteldach, erbaut 1711. | 35685852 |                |
| Paterei 4 53° 28′ 50″ N, 7° 59′ 7″ O              | St. Joseph (Friedhof(Gruft))      | Sandsteingruft um 1700 der Familie Brenneysen. Kirchenstifterin Joahnna Sophia Hoyerbeck, geb. Brenneysen. Kirchenstiftung erfolgte 1715, Ihr Vater war Schlossverwalter. Hochkeller, mit liegendem Kruzifix und Totenkopf auf der Grabplatte, dazu vier Blumenschalen aus Sandstein. | 35685826 | BW             |
| Paterei 4 53° 28′ 50″ N, 7° 59′ 7″ O              | St. Joseph (Friedhof)             | Durch Hecke eingefriedetes Areal nördlich der Kirche mit Sandsteingruft um 1700 und Gruppe von drei Grabstelen des 18. Jh. | 35684814 | BW             |
| Sanderahmer Straße 25 53° 28′ 31″ N, 8° 0′ 17″ O  | Oberahmer Vorwerk (Gulfhaus)      | Gulfscheune mit Oberrähmkonstruktion, Wohnteil - Ziegelbau unter Satteldach - 1892 quer an die westliche Traufseite gebaut. | 35684381 | BW             |
| Sanderahmer Straße 34 53° 28′ 37″ N, 7° 59′ 43″ O | Oberahmer Peldemühle              | Zweigeschossiger Galerieholländer mit doppelter Windrose und Segelgatterflügel. Unterbau oktogonal in Ziegelmauerwerk mit Pfeilervorlagen. Achtkant und Kappe mit Bitumenpappe. 1764 errichtet. | 35684405 |                |
| Sanderahmer Straße 34 53° 28′ 37″ N, 7° 59′ 42″ O | Oberahmer Peldemühle (Müllerhaus) | Eingeschossiger Ziegelbau unter Schopfwalmdach mit Ziegeldeckung; traufseitiger Eingang, Über den Dachboden Zugang zur Mühle. | 35684437 |                |
| Staustraße 8 53° 28′ 41″ N, 7° 59′ 16″ O          | Kirche                            | Ziegelbau unter Walmdach, mit der Längsseite an der Straßenflucht stehend. Gliederung der fünfachsigen Fassade durch flache Pilaster, Rundbogenfenster und ein in der Mittelachse ein reich ornamentiertes Sandsteinportal. 1715 errichtet. Der nach der Eindeichung 1544 gegründete Sielort in der Herrlichkeit Gödens warb Neusiedler mit dem Versprechen religiöser Toleranz. Diese für die Zeit ungewöhnliche Toleranz der Gödenser Herrscher, der Grafen von Frydag, hatte zur Folge, dass im Laufe der Zeit fünf Glaubensgemeinschaften Gotteshäuser in Neustadtgödens errichteten. Die reformierte Gemeinde, der auch das Grafenhaus angehörte, errichtete 1715 ihr Gotteshaus in der Staustraße, das bis 1939 als solches genutzt wurde. | 35684042 | Weitere Bilder |
| Staustraße 8a 53° 28′ 40″ N, 7° 59′ 15″ O         | Pfarrhaus                         | Eingeschossiger Ziegelbau, Satteldach am Straßengiebel abgewalmt, rückseitiges Giebeldreieck mit Bergeluke. | 35684073 | BW             |
| Staustraße 10 53° 28′ 40″ N, 7° 59′ 14″ O         | Wohnhaus                          | Eingeschossiger, verputzter Massivbau unter giebelständigem Satteldach. „1716“ errichtet (Maueranker). | 44053623 | BW             |
| Staustraße 14 53° 28′ 39″ N, 7° 59′ 13″ O         | Wohn-/ Wirtschaftsgebäude         | Unmittelbar am Deich gelegener eingeschossiger Ziegelbau unter Satteldach, ehem. Wirtschaftsgiebel abgewalmt. Quereinfahrt zur Deichseite. Fenster mit schlichter Putzrahmung. Erbaut wohl in der 1. Hälfte des 19. Jah. | 44069758 | BW             |

## Sande
| Lage                                                | Bezeichnung                                          | Beschreibung | ID       | Bild           |
| --------------------------------------------------- | ---------------------------------------------------- | --- | -------- | -------------- |
| 53° 30′ 45″ N, 8° 2′ 41″ O                          | Fort Mariensiel                                      | Reste der Befestigung (Grabenanlage) des ehemaligen Forts Mariensiel; halbkreisförmiger breiter Graben, gerade Seite mit Zufahrt parallel zum Mariensieler Tief. Mit Resten des Torbaues. 1876–80 zum Schutz des neuen Kriegshafens in Wilhelmshaven angelegt. | 35684974 |                |
| Alt-Gödenserhörn 1 53° 29′ 37″ N, 8° 0′ 14″ O       | Querdielenhaus                                       | Eingeschossiger Ziegelbau unter traufständigem Krüppelwalmdach. Um 1880 errichtetes Querdielenhaus mit korbbogenförmiger Toreinfahrt im nördlichen Teil. | 35683237 | BW             |
| Alt-Marienhausen 53° 30′ 47″ N, 8° 0′ 47″ O         | Vorwerk Alt-Marienhausen (Wohn-/ Wirtschaftsgebäude) | Gulfhaus mit zweigeschossigem, eingerücktem Wohnteil. Sparrendach mit angeblatteter Kehlbalkenlage. Der Scheunenteil brannte 1943 nach einem Bombentreffer ab und wurde 1950 erneuert. | 35684652 | BW             |
| Alt-Marienhausen 53° 30′ 47″ N, 8° 0′ 44″ O         | Vorwerk Alt-Marienhausen (Turm)                      | Schlanker, quadratischer Putzbau mit oktogonalem Aufsatz und Zeltdach. Turmerhöhung 1741 nach Entwurf von Jobst Christoph Rössing, Hofarchitekt der Fürsten von Anhalt-Zerbst.Treppenturm (Signal-/Aussichtsturm) in der heutigen Form erst nach Abbruch des ehem. Lustschlosses 1822 freistehend.                                                                     | 35684490 |                |
| Alt-Marienhausen 53° 30′ 47″ N, 8° 0′ 46″ O         | Vorwerk Alt-Marienhausen (Brunnen)                   | Brunnenschacht mit kreisrundem Querschnitt, symmetrisch aufgeteilte Zylindersegmente aus Sandstein mit vier ornamentierten Sandsteinpfeilern, Bauzeit Anfang 17. Jh. freistehend. | 35684516 |                |
| Alt-Marienhausen 53° 30′ 46″ N, 8° 0′ 42″ O         | Vorwerk Alt-Marienhausen (Schloßpark)                | Landschaftlich gestalteter Gutsgarten des 19. Jh. innerhalb eines älteren Grabensystems. Dominierende Gestaltungselemente sind die Alleen und der Baumbestand. | 35684945 | BW             |
| Alt-Marienhausen 53° 30′ 44″ N, 8° 0′ 43″ O         | Vorwerk Alt-Marienhausen (Graft)                     | Graftanlage mit Innen- und Außengraft. | 35682992 | BW             |
| Altendeichsweg 33 53° 28′ 55″ N, 8° 1′ 4″ O         | Schulhaus Sanderhörne                                | Eingeschossiger Backsteinbau mit vier Fensterachsen an den Traufseiten; Südgiebel verputzt, hohe stichbogige Fenster. Um 1880 errichtet. | 35684625 | BW             |
| Altendeichsweg 33 53° 28′ 55″ N, 8° 1′ 2″ O         | Schulhaus Sanderhörne (Bunker)                       | Auf dem Grundstück der Dorfschule stehender Bunker aus den 1940er Jahren, der zu dem Verteidigungsring um Wilhelmshaven gehörte. | 35685319 | BW             |
| Am Gut Sanderbusch 2 53° 30′ 30″ N, 8° 0′ 41″ O     | ehem. Marine-Sanitätsschule                          | Ehem. Marine-Sanitätsschule des Marinelazaretts Sanderbusch von 1937/41 nach Pländen von Kurt Geisenhainer errichtet: Mehrflügelige Anlage aus eingeschossige Ziegelbauten unter Krüppelwalmdächern. | 35685188 | BW             |
| Am Gut Sanderbusch 1 53° 30′ 32″ N, 8° 0′ 34″ O     | ehem. Offizierskasino                                | | 35685241 | BW             |
| Am Gut Sanderbusch 1 53° 30′ 23″ N, 8° 0′ 33″ O     | Nordwest-Krankenhaus                                 | Gebäudekomplex aus zweigeschossigen Backsteinbauten über einem E-förmigen Grundriss, mit Erweiterungen nach Osten und Westen. Fensterrahmungen aus Sandstein. Teilweise Reliefs als Baudekor, Entwurf Rudolf Grau (1882-1964). | 35685214 | BW             |
| Am Gut Sanderbusch 1 53° 30′ 26″ N, 8° 0′ 31″ O     | Hochbunker                                           | Hochbunker von 1941, sog. Operationsbunker, direkt mit dem Krankenhaus verbunden. Während des Kalten Krieges als Notkrankenhaus eingerichtet. | 35685293 | BW             |
| Am Gut Sanderbusch 1 53° 30′ 23″ N, 8° 0′ 43″ O     | Pförtnerhäuschen                                     | Flankierende Pförtnerhäuschen am westlichen Ende der Zufahrtsallee. Identische Backsteinbauten mit Vorlauben unter Satteldächern. | 35683159 | BW             |
| Am Gut Sanderbusch 1 53° 30′ 29″ N, 8° 0′ 36″ O     | Park                                                 | Die Parkanlage des ehem. Gutes Sanderbusch wurde von Baurat Kurt Geisenhainer 1937–41 in die Gesamtplanung der Marinelazarett-Anlage einbezogen und unter Naturschutz gestellt. Ursprünglich annähernd quadratische Anlage von doppelter Graft umgeben - Zuwegung über eine Kastanienallee im Osten.                                                                   | 35685267 | BW             |
| Am Gut Sanderbusch 1 53° 30′ 23″ N, 8° 0′ 46″ O     | Allee                                                | Axiale Zufahrtsallee | 35682748 | BW             |
| Bahnhofstraße 53° 29′ 23″ N, 8° 1′ 51″ O            | Bahnhof Sande (Empfangsgebäude)                      | Blockhafter langgestreckter Backsteinbau mit Walmdach und Dachreiter. Straßenseitig portikusartiger Vorbau mit verglasten Stichbögen. Nach Plänen von Reichsbahnrat Philipp Langewand, 1941–43 errichtet. | 35685048 | Weitere Bilder |
| Bahnhofstraße 53° 29′ 24″ N, 8° 1′ 53″ O            | Bahnhof Sande (Bahnsteigüberdachung)                 | Gleichzeitig mit der Bahnsteigbrücke (abgerissen) errichtete Stahlkonstruktion | 35685131 | Weitere Bilder |
| Bahnhofstraße 53° 29′ 26″ N, 8° 1′ 54″ O            | Bahnhof Sande (Bahnsteigbrücke)                      | | 35685100 | Weitere Bilder |
| Bahnhofstraße 53° 29′ 25″ N, 8° 1′ 54″ O            | Bahnhof Sande (Wartehäuschen)                        | | 35685158 |                |
| Bahnhofstraße 53° 29′ 22″ N, 8° 1′ 48″ O            | Bahnhof Sande (Reichsbahn-Bunker)                    | Reichsbahn-Luftschutzbunker in Stahlbeton, erbaut 1943, 18 m hoch und 17 m im Durchmesser. Seit der missglückten Sprengung 1947 schräg stehend. | 35684099 | Weitere Bilder |
| Bahnhofstraße 53° 29′ 15″ N, 8° 1′ 53″ O            | Bahnhof Sande (Güterabfertigung)                     | Backsteingebäude, gleichzeitig mit dem Empfangsgebäude errichtet, bestehend aus dem zweigeschossigen Verwaltungsbau unter Walmdach und der angebauten Güterhalle mit Laderampen. | 35685077 | Weitere Bilder |
| Buschhausen 1 53° 29′ 50″ N, 8° 1′ 31″ O            | Gulfhaus                                             | Gulfhaus mit schmalerem gleichhohem Wohnteil, Rohziegelmauerwerk, Satteldach in Ziegeldeckung, am Wohnteil erneuert, hochrechteckige Fenster mit scheitrechten Stürzen, Bauzeit: ca.1860 | 35684127 | BW             |
| Buschhausen 1 53° 29′ 51″ N, 8° 1′ 33″ O            | Garten                                               | | 35683017 | BW             |
| Buschhausen 2 53° 29′ 51″ N, 8° 1′ 50″ O            | Gulfhaus                                             | | 35684153 | BW             |
| Friedhofsweg 53° 30′ 6″ N, 8° 0′ 54″ O              | Friedhofskapelle                                     | Verputzter Massivbau unter Satteldach mit Traufgesims. Traufwand mit spitzbogigen profilierten Blendnischen, Tür mit spitzbogigem Sturz. Um 1920 errichtet. | 35684202 | BW             |
| Hauptstraße 53° 30′ 5″ N, 8° 0′ 49″ O               | Kriegerdenkmal                                       | In einer kleinen Grünanlage in den 1920er Jahren errichtetes Denkmal für die Gefallenen des 1. Weltkrieges. Kubus auf abgetreppten Sockel, an der Vorderseite Relief und Inschrift. | 35684288 | BW             |
| Hauptstraße 53° 30′ 8″ N, 8° 0′ 44″ O               | St. Magnus                                           | Frühgotische Saalkirche aus Backstein mit halbrunder Ostapsis, um 1270/80 errichtet, rundbogige Fenster und Portale, Fenster in der Apsis spitzbogig. Innen dreijochig mit Domikalgewölbe. Ausstattung: Altar von 1663, Kanzel 1674, Taufbecken 1647, Emporen mit Pilastergliederung und gemalten Tugenddarstellungen 1645, Stifter Familie Kercker / Gut Sanderbusch. | 35684226 | Weitere Bilder |
| Hauptstraße 53° 30′ 7″ N, 8° 0′ 43″ O               | St. Magnus (Friedhof)                                | Auf der Kirchwurt gelegener Friedhof mit teilweise älteren Grabsteine des 17. Jhs., gut erhalten. Umgestaltung mit Klinkerzuwegung um 1920 durch Architekt Theodor Eilers. | 35684258 | BW             |
| Hauptstraße 65 53° 30′ 4″ N, 8° 0′ 53″ O            | Pfarrhaus                                            | Langgestreckter eingeschossiger Ziegelbau unter Krüppelwalmdach mit großem Gartengrundstück. Fünfachsiger Giebel mit mittigem Eingang. | 35684310 |                |
| Hauptstraße 115 53° 30′ 26″ N, 8° 0′ 52″ O          | Stationsgebäude Sanderbusch                          | Stationsgebäude der ehem. Großherzoglich-Oldenburgischen Eisenbahn. Eingeschossiger Backsteinbau unter Satteldach; vierachsige Traufseiten mit Bändergliederung. 1870/71 errichtet, etwas jüngerer Anbau. | 35685025 | BW             |
| K 294 53° 30′ 38″ N, 8° 0′ 40″ O                    | Doppel-Drehbrücke (Ems-Jade-Kanal)                   | | 35684998 | BW             |
| K 294 53° 30′ 37″ N, 8° 0′ 40″ O                    | Brückenwärterhäuschen                                | | 35683060 | BW             |
| Oldenburger Damm 12 53° 29′ 4″ N, 8° 1′ 37″ O       | Tankstelle                                           | Eingeschossiger Ziegelbau unter Walmdach. Dach über offenem Zapfsäulenbereich auf Pfeilern aufgelagert. 1939 erbaut. | 35684333 | BW             |
| Sander Mühlenweg 53° 30′ 48″ N, 8° 1′ 8″ O          | Windmühle                                            | Mühlenstumpf mit kreisrundem Grundriss, verputztes Ziegelmauerwerk Rundbogenfenster, EG durch umlaufenden Sims abgesetzt, 1886 errichtet. | 35684652 | BW             |
| Seedeich 4 53° 30′ 50″ N, 8° 1′ 45″ O               | Hof Borchers (Gulfhaus)                              | Steinhaus von 1557, Ziegelbau unter Satteldach mit bauzeitlichem Kamin. Gulfscheune des ostfriesischen Typs in der 1. Hälfte des 19. Jh. angebaut. | 35684546 | BW             |
| Seedeich 4 53° 30′ 51″ N, 8° 1′ 43″ O               | Hof Borchers (Backhaus)                              | Eingeschossiger Ziegelbau unter Satteldach, Ende des 19. Jh. errichtet. | 35684572 | BW             |
| Seedeich 4 53° 30′ 50″ N, 8° 1′ 44″ O               | Hof Borchers (Brunnen)                               | Zylindrische Brunnenfassung aus Sandstein in vier Segmenten mit verstärktem Rand. Inschrift: H.H.W.M., datiert 1791 | 35684597 | BW             |
| Seedeich 64 53° 30′ 30″ N, 8° 2′ 20″ O              | Hof Seedeich (Gulfhaus)                              | Gulfhaus mit eingerücktem, etwas niedrigerem, nach Norden versetztem Wohnteil. Wohnteil erbaut 1793 (Maueranker Giebel), konstruktiv vom Wirtschaftsteil getrennt. | 35684680 | BW             |
| Seedeich 64 53° 30′ 30″ N, 8° 2′ 23″ O              | Hof Seedeich (Scheune)                               | Um 1900 von einer anderen Hofstelle versetzte Beischeune von 6½ Gulfe mit Oberrähmgefüge und geraden Kopfstreben. Außenwände in Ziegelmauerwerk. | 35684731 | BW             |
| Seedeich 64 53° 30′ 30″ N, 8° 2′ 19″ O              | Hof Seedeich (Backhaus)                              | Ziegelbau aus der 2. Hälfte des 18. Jh. mit Halbwalmdach. Mauerwerk in Kreuzverband (ca. 24 × 12 × 5 cm) Rechteckige Fenster mit Binderrollschicht, Tür mit hölzerner Zarge und original gesprosstem Oberlicht. | 35684706 | BW             |
| Seedeich 64 53° 30′ 28″ N, 8° 2′ 16″ O              | Hof Seedeich (Graft)                                 | Zwei Graften begrenzen die Hofanlage. | 35682922 | BW             |
| Seedeich 64 53° 30′ 24″ N, 8° 2′ 22″ O              | Hof Seedeich (Allee)                                 | ca. 300 m lange Zufahrt mit Klinkerpflasterung, Allee. | 35683107 | BW             |
| Südstraße 2 53° 28′ 17″ N, 8° 2′ 12″ O              | Gulfhaus                                             | Gulfhaus mit schmalerem gleichhohem Wohnteil, eineinhalbgeschossiger Ziegelbau (Kreuzverband, ca. 23 × 11 × 5 cm) unter Satteldach mit hochrechteckige Fenstern. | 35684178 | BW             |
| Südstraße 2 53° 28′ 16″ N, 8° 2′ 7″ O               | Graft                                                | Die Hofstelle umgebende Graft | 35683038 | BW             |
| Wilhelmshavener Straße 53° 30′ 37″ N, 8° 3′ 3″ O    | Mariensiel                                           | Massiver Gewölbesiel aus Ziegelmauerwerk, Häupter und Flügelmauern mit Sandsteinabdeckung, Außenhaupt in Sandsteinquadermauerwerk. Inschriftentafel im Scheitel. Baujahr 1877. Siel inzwischen zugeschüttet, aber noch Reste des Deichs und Wasserlaufs vorhanden. | 35683653 | BW             |
| Wilhelmshavener Straße 6 53° 30′ 44″ N, 8° 3′ 10″ O | Villa                                                | Zweigeschossiger Putzbau auf hohem Souterraingeschoss unter Krüppelwalmdach. Fenster weitgehend original mit reich ornamentierter Einfassung, 1903 errichtet. | 35683680 | BW             |
| Wilhelmshavener Straße 23 53° 30′ 40″ N, 8° 3′ 0″ O | Packhaus                                             | Zweigeschossiger Ziegelbau unter giebelständigem Satteldach, Giebelbekrönung aus Sandstein (Relief mit Engel und Anker); fünfachsige Fassade mit mittigem Eingang, darüber ursprünglich Luken zu den Speicherböden. Rückwärtig Anbau einer Gulfscheune. Baujahr 1806.                                                                                                  | 35683704 |                |